# Каунисте, Ласма Хермановна
Ласма Хермановна Каунисте (лат. Lāsma Kauniste, в девичестве — Авотиня (лат. Avotiņa), 19 апреля 1942, Рига, СССР) — советская и латышская конькобежка, участница Олимпиады 1968 года, чемпионка мира и серебряный призёр чемпионата мира, 3-кратная призёр чемпионата СССР. Заслуженный мастер спорта СССР. Выступала за ДСО "Локомотив" (Рига).

## Биография
Ласма Авотиня родилась в Риге и жила в микрорайоне Торнякалнс, рядом с прудом Марас. Там с раннего детства она каталась на коньках. В возрасте 8-ми лет бабушка, которая её воспитывала, подарила ей первые коньки. К тому времени Ласма неплохо прыгала в длину и в высоту. В 7-м классе средней школы учитель физкультуры пригласил её класс для записи в секцию конькобежного спорта на стадион "Даугава", где она стала тренироваться у первого латышского чемпиона Европы и серебряного призёра чемпионата мира 1939 года Альфонса Берзиньша.
Серьёзно стала заниматься конькобежным спортом в 15 лет, когда впервые участвовала на чемпионате Даугавы. С 1956 по 1965 год неоднократно становилась чемпионкой Риги и Латвийской ССР. С 1960 года участвовала на чемпионате СССР. В 1962 году она заняла 2-е место в многоборье на юниорском чемпионате СССР. В том же году вышла замуж за эстонского конькобежца Тойво Каунисте и выступала под его фамилией. В 1966 году дебютировала на чемпионате мира в классическом многоборье, где заняла 7-е место.
В 1967 году Ласма Каунисте стала бронзовым призёром чемпионата СССР, а следом завоевала серебряную медаль на чемпионате мира в классическом многоборье в Девентере. В 1968 году заняла 4-е место на чемпионате мира в классическом многоборье в Хельсинки и приняла участие на зимних Олимпийских играх в Гренобле, где заняла лучшее 5-е место на дистанции 1500 м. В забеге на 1000 м стала 11-й, а на 3000 м - 12-й. В 1969 году выиграла золотую медаль на чемпионате мира в классическом многоборье в Гренобле.
В 1970 году Ласма выиграла серебро в абсолютном зачёте на чемпионате СССР и на первом женском чемпионате Европы поднялась на 7-е место в многоборье. Тогда же дебютировала на спринтерском чемпионате мира с 10-м местом в сумме. На чемпионате мира в классическом многоборье финишировала 5-й. Два года она не входила в состав сборной и только в 1973 году после 4-го места в национальном многоборье она участвовала на чемпионате Европы, где заняла 8-е место и на чемпионате мира в классическом многоборье стала 10-й.
Она ещё выступала два сезона, но высоких результатов не показывала и в 1975 году завершила карьеру спортсменки. Однако выступала в конькобежном спорте в соревнованиях среди мастеров, участвуя в World Champion Masters с 1997 по 2011 год. В категории старше 60 лет она побеждала в 2002, 2004 и 2009 годах. В 2011 году победила в категории 65-70 лет. Окончила Латвийский институт физической культуры. Работала директором 7-й детско-юношеской спортивной школы, тренером по конькобежному спорту и шорт-треку, а также в Латвийском Олимпийском клубе.

## Личная жизнь и семья
Ласма в 1962 году вышла замуж за эстонского конькобежца Тойво Каунисте, (умер в 2022 году), с которым познакомилась во время соревнований. После свадьбы Тойво переехал в Ригу, где они и жили вместе. У них родились двое сыновей Райво (1964) и Гинц. Сын Гинц, который получил высшее образование за пределами Латвии, в настоящее время работает волонтёром на благо местного населения и ухаживает за матерью. В свои 82 года она любит читать книги, готовить, смотрит хорошие фильмы. Её отец Херман Салтуп был психиатром. Два сводных брата были беженцами и все эти годы жили в Австралии.

## Награды
- орден Трудового Красного Знамени (30.05.1969)